# Friedrich Polleroß
Friedrich Bernhard Polleroß OR Dr. (Horn, 1958) es un destacado historiador de arte, investigador y escritor austríaco, que ha realizado numerosas contribuciones a la Historia del Arte barroco austríaco y español. Se desempeña como lector con cargo docente y miembro investigador en la Universidad de Viena.
Sus áreas de investigación son el barroco austríaco, la representación habsburga y el retrato de corte en el desarrollo de la Historia del Arte y la historia regional del Waldviertel. Polleroß es el autor de numerosos libros, ensayos, contribuciones a catálogos, informes y también ha publicado como editor en muchos libros y publicaciones internacionales

## Biografía
Friedrich Polleroß se crio en Neupölla, donde se graduó en el Horner Gymnasium. Finalmente, en 1986 se doctoró en Historia del Arte por la Universidad de Viena con la tesis "Das sakrale Identifikationsporträt", que dirigiera Günther Heinz. Su carrera comenzó en ese año siendo Vetragbedienstete en el Institutuo de Historia del Arte de esta universidad, convirtiéndose en lector con cargo docente ("Universitätslektor mit Lehrauftrag") desde 1988. En 1993, se le confió la gestión de la colección de diapositivas del instituto. Desde 2011 es además director del archivo del mismo, además de ser el encargado del Programa Erasmus de la Facultad de Historia del Arte de la universidad. 
Además de su actividad profesional, Friedrich Polleroß es vicepresidente del Instituto de Investigación de la Edad Moderna de Viena ("Institut für die Erforschung der Frühen Neuzeit"), miembro del consejo de administración del WHB y del consejo de redacción de la revista Das Waldviertel, así como director del Primer Museo Austriaco de la Vida Cotidiana ("Ersten österreichischen Museum für Alltagsgeschichte") en Neupölla, Baja Austria. Junto a esto, se ha desempeñado como trabajador en un proyecto de investigación de la European Science Foundation y en otro en el Centre de Recherche du Château de Versailles.

## Reconocimientos
- Premio de Cultura de Baja Austria 2020

## Publicaciones
- 100 Jahre Antisemitismus im Waldviertel = Schriftenreihe des Waldviertler Heimatbundes 25. Krems an der Donau, 1. Auflage 1983; 2. Auflage 1996.
- Das sakrale Identifikationsporträt: Ein höfischer Bildtypus vom 13. bis zum 20. Jahrhundert = Manuskripte für Kunstwissenschaft in der Wernerschen Verlagsgesellschaft 18, 2 Bände. Wernersche Verlagsgesellschaft, Worms 1988. ISBN 978-3-88462-917-8
- Gemeinsam mit Andrea Sommer-Mathis, Christopher F. Laferl: Federschmuck und Kaiserkrone. Das barocke Amerikabild in den habsburgischen Ländern. Ausstellungskatalog Schloß Hof. Wien 1992.
- Die Kunst der Diplomatie. Auf den Spuren des kaiserlichen Botschafters Leopold Joseph Graf von Lamberg (1653–1706). Petersberg 2010.[Anm. 1]
- 100 Jahre Tischlerei Zimmerl-Polleroß. Geschichte einer Waldviertler Familie. Petersberg 2013

## Enlaces
- Bibliografía relacionada con Friedrich Polleroß en el catálogo de la Biblioteca Nacional de Alemania.
- Universität Wien. Institut für Kunstgeschichte. Biografie über OR Dr. Friedrich Polleroß